# Teatro de la Cruz

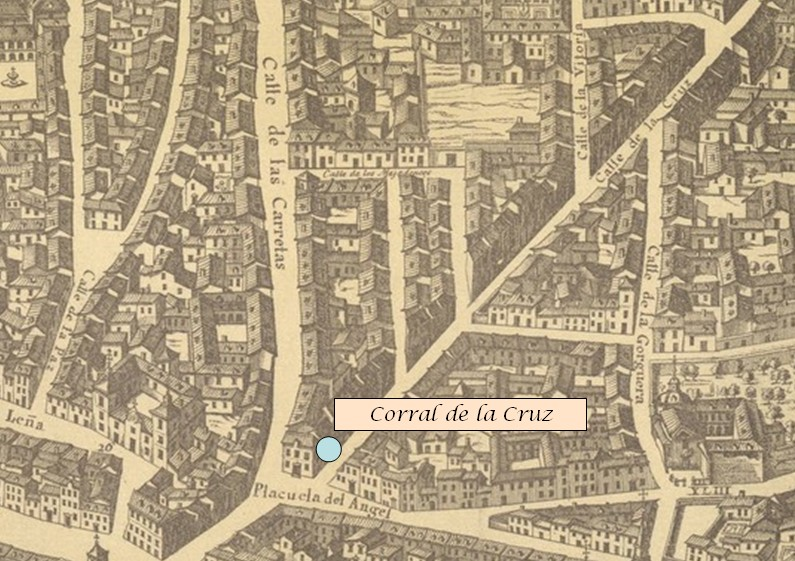
Situación aproximada del antiguo corral de comedias de la Cruz, en la esquina de esta calle con la Plazuela del Ángel, en el plano de Pedro Texeira, hacia 1656.

El teatro de la Cruz fue un antiguo corral de comedias de Madrid, uno de los más populares de la ciudad junto con el de la Pacheca y el nuevo corral del Príncipe. Fue escenario para autores como Lope de Vega, Luis Vélez de Guevara, Juan Ruiz de Alarcón, Tirso de Molina y Calderón de la Barca. A partir de la segunda mitad del siglo xviii el viejo corral quedó reformado como moderno «coliseo» a la italiana. Estrenaron en él sus piezas más populares dramaturgos como Leandro Fernández Moratín y José Zorrilla. Su tradición castiza hizo que durante un periodo se lo conociese como el «teatro de los chisperos», aunque su nombre oficial fue, según menciona Pedro Felipe Monlau en su guía de 1850, y aunque durante poco tiempo, el de «Teatro del Drama», pues desapareció en 1859.
En 1898 el fondo documental del teatro, los archivos de teatro y música, ingresaron en la Biblioteca Histórica Municipal de Madrid, donde se pueden consultar, tanto de forma presencial como virtual. Su larga tradición teatral se conmemora en una placa municipal sobre la fachada del edificio del número 35 de la calle de la Cruz.

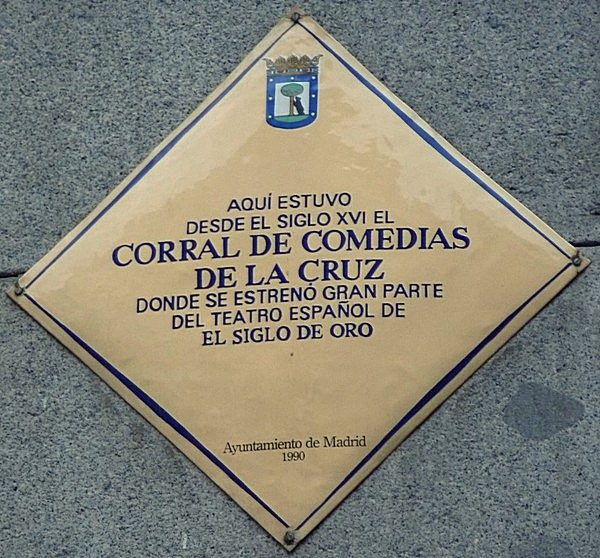
Placa del Ayuntamiento de Madrid en recuerdo del Corral de comedias de La Cruz, colocada en la calle de la Cruz cerca de su confluencia con la plazuela del Ángel.

## Historia
En 1579, las cofradías de la Pasión y de la Soledad compraron un corral grande, situado en la calle de la Cruz, junto a la plazuela del Ángel. El que llegaría a ser Teatro de la Cruz, fue inaugurado el 16 de septiembre de 1584, casi al mismo tiempo que el nuevo corral del Príncipe. En él se dieron cita nobles y reyes con sus admiradas pupilas, y pusieron en escena sus piezas más populares e inmortales los dramaturgos del Siglo de Oro español, entre los más conocidos cabe citar a Pedro Calderón de la Barca, Antonio Hurtado de Mendoza, Agustín Moreto, Juan Pérez de Montalbán, Francisco de Quevedo, Francisco de Rojas Zorrilla, Juan Ruiz de Alarcón, Tirso de Molina, Lope de Vega y Luis Vélez de Guevara.
Entre 1666 y 1687 sufre una serie de intervenciones por el arquitecto Bartolomé Hurtado García. En el siglo xviii su mal estado de conservación obligó al ayuntamiento a reformarlo, transformándolo en un teatro moderno con capacidad para 1500 espectadores. Estas obras fueron encomendadas al arquitecto Pedro de Ribera, y estaban concluidas para la Pascua de Resurrección de 1737, cuando se representó la comedia El hijo del sol, Faetonte. Durante el siglo xix la arquitectura de Ribera cayó en desgracia y el Teatro de la Cruz, por Real Orden de 1849, fue declarado «oprobio del arte» y ordenada su demolición; medida que tardaría en aplicarse, lo que permitió que abriese sus puertas en el año 1850, como Teatro del Drama. De nuevo clausurado entre 1852 y 1857, fue derruido en 1859.

## Siglo XIX

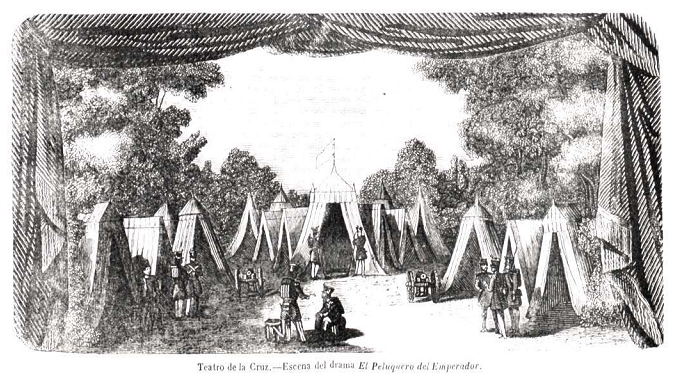
Estampa del Teatro de la Cruz, representando una escena del drama El peluquero del emperador. Publicada en la La Ilustración, el 10 de diciembre de 1853.

En el teatro de la Cruz se estrenaron obras de Leandro Fernández de Moratín como El barón (1803), La mojigata (1804) o la más conocida, El sí de las niñas (1806). Entre 1840 y 1845 se hizo cargo del teatro el empresario Juan Lombía, quien contrató en exclusiva a José Zorrilla, que en esos cinco años estrenó allí veintidós dramas, entre ellos la segunda parte de El zapatero y el rey, El puñal del godo y el famoso Tenorio (1844).
En su último periodo pisaron sus tablas grandes actores goyescos, como Rita Luna, Juan Carretero, Carlos Latorre, Manuela Carmona y Agustina Torres.

### La descripción de Galdós
En el segundo libro de los Episodios Nacionales, La Corte de Carlos IV, Benito Pérez Galdós, novelista y dramaturgo, describió así el Teatro de la Cruz:

«Este hijo de Apolo nos condujo en imponente procesión a la cazuela de la Cruz, donde debíamos manifestar con estudiadas señales de desagrado los errores de la escuela clásica. Mucho trabajo nos costó entrar en el coliseo, pues aquella tarde la concurrencia era extraordinaria; pero al fin, gracias a que habíamos acudido temprano, ocupamos los mejores asientos de la región paradisíaca, donde se concertaban todos los discordes ruidos de la pasión literaria, y todos los malos olores de un público que no brillaba por su cultura.

Ustedes creerán que el aspecto interior de los teatros de aquel tiempo se parece algo al de nuestros modernos coliseos. ¡Qué error tan grande! En el elevado recinto donde el poeta había fijado los reales de su tumultuoso batallón, existía un compartimiento que separaba los dos sexos, y de seguro el sabio legislador que tal cosa ordenó en los pasados siglos se frotaría con satisfacción las manos y daríase un golpe en la augusta frente, creyendo adelantar gran paso en la senda de la armonía entre hombres y mujeres. Por el contrario, la separación avivaba en hembras y varones el natural anhelo de entablar conversación, y lo que la proximidad hubiera permitido en voz baja, la pérfida distancia lo autorizaba en destempladas voces. Así es que entre uno y otro hemisferio se cruzaban palabras cariñosas, o burlonas o soeces, observaciones que hacían desternillar de risa a todo el ilustre concurso, preguntas que se contestaban con juramentos, y agudezas cuya malicia consistía en ser dichas a gritos. Frecuentemente de las palabras se pasaba a las obras, y algunas andanadas de castañas, avellanas, o cáscaras de naranjas, cruzaban de polo a polo, arrojadas por diestra mano, ejercicio que si interrumpía la función, en cambio regocijaba mucho a entrambas partes. 
(...)

Mirando el teatro desde arriba parecía el más triste recinto que puede suponerse. Las macilentas luces de aceite que encendía un mozo saltando de banco en banco apenas le iluminaban a medias, y tan débilmente, que ni con anteojos se descubrían bien las descoloridas figuras del ahumado techo, donde hacía cabriolas un señor Apolo con lira y borceguíes encarnados. Era de ver la operación de encender la lámpara central, que, una vez consumada tan delicada maniobra, subía lentamente por máquina, entre las exclamaciones de la gente de arriba, que no dejaba pasar tan buena ocasión de manifestarse de un modo ruidoso.

Abajo también había compartimiento, y consistía en una fuerte viga, llamada degolladero, que separaba las lunetas, del patio propiamente dicho. Los palcos o aposentos eran unos cuchitriles estrechos y oscuros donde se acomodaban como podían las personas de pro; y como era costumbre que las damas colgasen en los antepechos sus chales y abrigos, el conjunto de las galerías tenía un aspecto tal, que parecía decoración hecha ex profeso para representar las calles de Postas o de Mesón de Paños.

El reglamento de teatros, publicado en 1803, tendía a corregir muchos de estos abusos; pero como nadie se cuidaba de hacerlo cumplir, sólo la costumbre y el progreso de la cultura reformó hábitos tan feos. Recuerdo que hasta mucho después de la época a que me refiero, las gentes conservaban el sombrero puesto, aunque el reglamento decía terminantemente en uno de sus artículos: “En los aposentos de todos los pisos, y sin excepción de alguno, no se permitirá sombrero puesto, gorro, ni red al pelo; pero sí capa o capote para su comodidad”».
La Corte de Carlos IV, Benito Pérez Galdós